# Tangude
Tangude (em mongol: Танггуд; romaniz.: Tanggud) foi um general do Império Mongol do século XIII. Em 1233, foi enviado pelo grão-cã Oguedai Cã (r. 1229–1241) junto de seu filho Guiuque e Alchidai numa campanha para destruir o Reino de Xia Oriental, que havia sido criado na Manchúria em 1215 por Puxiã Uanu, um oficial rebelde do Império Jim. A expedição foi concluída em poucos meses dada a debilidade do reino. Em 1235-1236, Tangude foi despachado numa expedição contra Gorieo, na península da Coreia.